# Cantonul Sens-Sud-Est
Cantonul Sens-Sud-Est este un canton din arondismentul Sens, departamentul Yonne, regiunea Burgundia, Franța.

## Comune
- Maillot
- Malay-le-Grand
- Malay-le-Petit
- Noé
- Passy
- Rosoy
- Sens (parțial, reședință)
- Vaumort
- Véron